# Candi Surowono

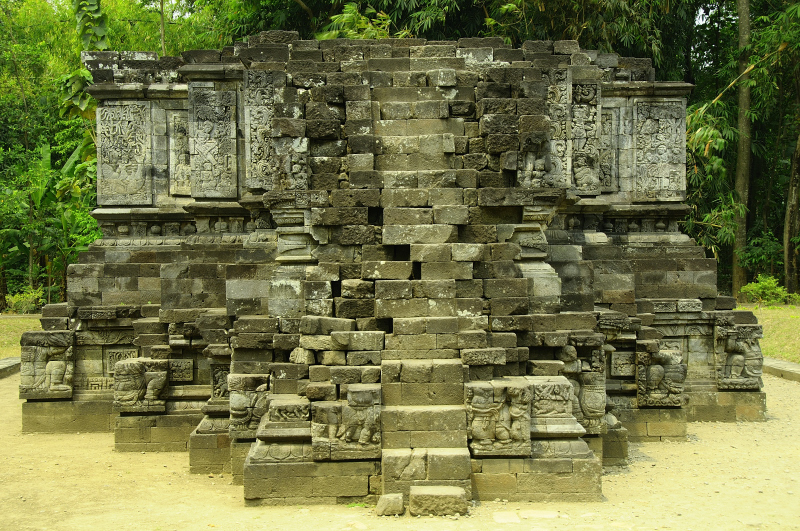
Voorkant tempel

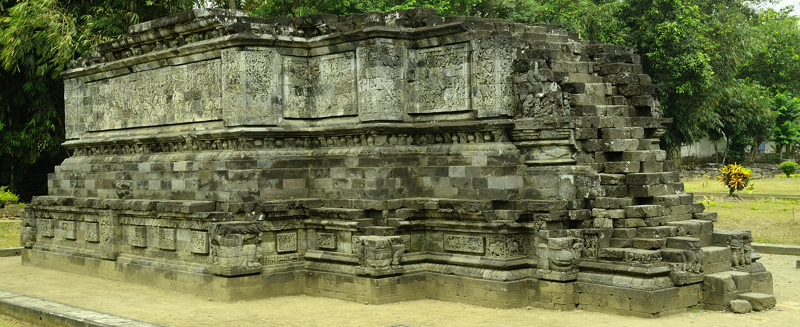
zijkant tempel

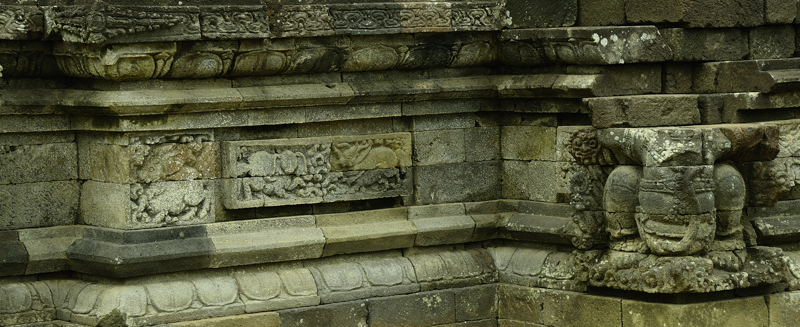
panelen met flapoordieren

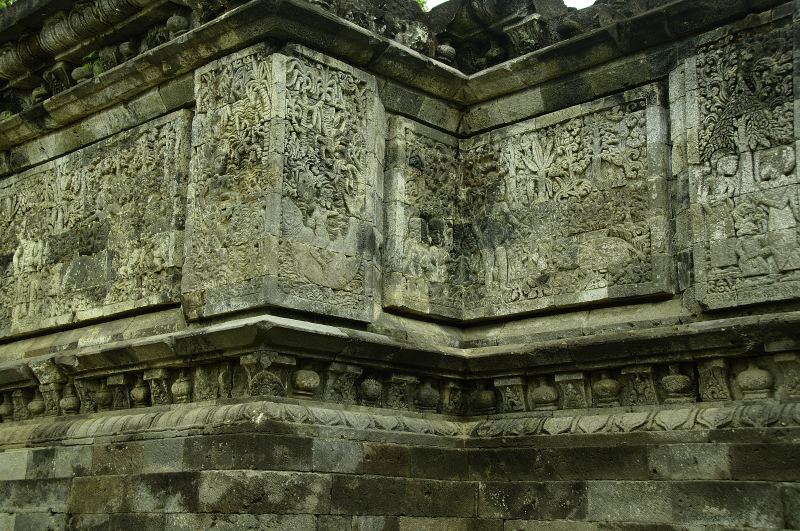
hoge panelen met Sri Tanjung en lange panelen met Arjunawiwaha

Candi Surowono, ook bekend als Candi Surawana, is een hindoeïstische tempel in Canggu, Pare, Oost-Java. De tempel dateert uit de veertiende eeuw en is een van de tempels uit de Majapahit periode (1292 tot c. 1500). De tempel is niet meer intact. De basis, die uit twee delen bestaat, staat nog wel, en ook de trap aan de voorkant die naar de verdwenen tempelkamer leidt. Op het onderste deel van de basis zijn kleine panelen met dieren met grote oren die in de literatuur 'flapoordieren' worden genoemd, panelen met dierenfabels, en met nog niet geïdentificeerde verhalen. Het bovenste deel is voorzien van grote lange panelen en op de hoeken smallere hoge panelen. Er zijn drie verhalen afgebeeld, die uit de Oud-Javaanse/Balinese literatuur bekend zijn: Arjunawiwaha (Arjunavivāha), Sri Tanjung (Śrī Tañjung), en het verhaal over Bubhuksa en Gagang Aking.